# Speculina madiaria
Speculina madiaria är en fjärilsart som beskrevs av Walker 1860. Speculina madiaria ingår i släktet Speculina och familjen Thyrididae. Inga underarter finns listade i Catalogue of Life.